# Klaus Weiland

Klaus Weiland 2010, mit seiner Deerbridge „Chiquita“

Klaus Weiland (* 11. Februar 1947 in Bergen-Belsen) ist ein deutscher Folk-Gitarrist und Liedermacher. Er arbeitete mit Musikern wie Hannes Wader, Werner Lämmerhirt, Ray Austin und Friedemann zusammen und veröffentlichte mehrere Solo-CDs. Sein Titel Das Loch in der Banane gilt als das bekannteste Fingerstyle-Stück in Deutschland: Es wurde in den 1980er-Jahren regelmäßig als Pausenmusik des NDR-Fernsehens verwendet und diente dabei als musikalische Untermalung kurzer von Klaus Hein Fischer gestalteter Filme, die einen über detailreiche Karikaturen norddeutscher Städte schwebenden Heißluftballon zeigten.

## Leben
Weiland wurde in einem Flüchtlingslager in der Britischen Besatzungszone geboren. Nachdem seine Mutter einen britischen Soldaten geheiratet hatte, zog die Familie 1950 nach Großbritannien, wo Weiland seine Jugend verbrachte. Mit 17 fing er an, Gitarre zu spielen. Auf die Scheidung der Eltern folgte die Rückkehr nach Deutschland. Er wurde zum Wehrdienst eingezogen, doch seine Verweigerung aus Gewissensgründen wurde noch während der Grundausbildung akzeptiert. So kam es zu einem Abschiedskonzert in der Kaserne, bei dem er Anti-Kriegslieder sang.
Klaus Weiland nahm ein Sprachstudium an der Universität Freiburg im Breisgau auf. Daneben wurde er 1970 zusammen mit Ray Austin eines der Gründungsmitglieder des Freiburger Folk- & Blues-Clubs. Er machte die Bekanntschaft seines Vorbilds Hannes Wader und dessen damaligen Begleitgitarristen Werner Lämmerhirt. Wader nahm sich seiner an und stellte ihn den Größen der damals blühenden deutschen Folk-Szene vor. Weiland wirkte in der Mitte der 70er Jahre als Begleitmusiker oder Partner von Wader, Lämmerhirt, Sammy Vomáčka und anderen bei zahlreichen Konzerten und Schallplattenaufnahmen mit und wurde als einer der führenden deutschen Akustik-Gitarristen betrachtet. 1975 veröffentlichte er seine erste LP Pebbles.
Angesichts des wachsenden Ruhmes und der daraus resultierenden, unerwünschten Persönlichkeitsveränderung verließ Weiland Deutschland und wurde über Jahre zum Weltenbummler und Abenteurer. Schließlich ließ er sich in Texas nieder, wo er bis heute lebt. 1996 wurde er von einem Produzenten zu neuen Solo-Aufnahmen ermuntert. Es entstand die Instrumental-CD Acoustic Passion, gefolgt von weiteren Solo-CDs sowie Aufnahmen und Konzerten mit Hannes Wader und anderen.
Im Frühjahr 2010 ließ sich Weiland – abgeleitet von seinem Titel Das Loch in der Banane – eine Deerbridge-Westerngitarre mit dem Namen „Chiquita“ bauen. Die Gitarre wurde in einer Ausgabe der Fachzeitschrift grand gtrs einer ausführlichen Kritik von Leonardt Breuken unterzogen.

## Diskographie

### Solo
- Pebbles (1975, CD: 1997, Stockfisch Records)
- Acoustic Passion (1996, Phon und Ton)
- Listen to the Sky (1999, Biber)
- Lotte (Single, 2001, Phon und Ton)

### Mitwirkung (Auswahl)
- Mit Ray Austin:
  - You & I in Words (1973)
  - For a While (1975)
- Mit Hannes Wader:
  - Der Rattenfänger  (1974)
  - Plattdeutsche Lieder  (1974)
  - Volkssänger (1975)
  - Hannes Wader singt Volkslieder (1990)
  - 10 Lieder (1995)
  - Auftritt: Hannes Wader (1998)
- Mit Werner Lämmerhirt:
  - With Friends—For Friends (1975, Stockfisch Records, u. a. mit Sammy Vomáčka)
- Mit John Vaughan:
  - Somewhere in Europe (1975)
- Mit Friedemann Witecka:
  - On a Personal Note (1997)
  - Passion and Pride (1999)
  - Memory Lane (2008)
- Mit Colin Wilkie:
  - Bangter Rites! (2011)
- Mit Schnaps im Silbersee:
  - Jede Welt ist die Echte (2014)
- Diverse:
  - Deutsche Liedermacher – Songfestival Ingelheim, Live-Mitschnitt (1974, Songbird)
  - Acoustic Guitar Scene (1975, Intercord; 1992, Bell)
  - Gitarre ’76 (1976, Stockfisch Records)
  - The Free Spirit – Music for Dulcimer (1981, Folk Freak)
  - Donaumusik (1999/2006, Bruno Records)
  - Nordpol, Cornelia Buhl (2011, DGEP)[7]